# Шварц, Сандро
Са́ндро Шварц (нем. Sandro Schwarz; род. 17 октября 1978, Майнц, Рейнланд-Пфальц, ФРГ) — немецкий футболист и тренер. Главный тренер клуба MLS «Нью-Йорк Ред Буллз».

## Игровая карьера
Всю карьеру в качестве игрока Сандро Шварц провёл в командах низших немецких дивизионов «Майнц 05», «Рот-Вайсс» и «Веена», выступая на позиции полузащитника. Шварц завершил карьеру в 2009 году в возрасте 30 лет.

## Тренерская карьера
Сразу после окончания игровой карьеры Шварц вошёл в тренерский штаб «Веена», сначала заняв должность начальника команды, а через три месяца — ассистента главного тренера. Летом 2011 года Шварц начал самостоятельную тренерскую работу, возглавив клуб «Эшборн». В сезоне 2011/12 молодой тренер сумел выиграть с командой Оберлигу «Гессен» (пятый дивизион немецкого футбола) и вывел её в Региональную лигу.
В 2013 году Шварц начал работать в структуре «Майнца», возглавив сначала молодёжную, а затем резервную команды. 30 мая 2017 года он был назначен главным тренером «карнавальников». Первый сезон под руководством Шварца команда завершила на 14-м месте, а второй — на 12-м, успешно решая задачу сохранения места в Бундеслиге. 10 ноября 2019 года тренер и клуб приняли решение о досрочном расторжении контракта, после того как «Майнц» неудачно стартовал в новом сезоне: в первых 11 турах команда сумела одержать лишь две победы и расположилась в зоне вылета.
14 октября 2020 года был назначен главным тренером московского «Динамо», подписав контракт до лета 2022 года. В первом матче под руководством Шварца «Динамо» со счётом 3:1 обыграло «Сочи». 15 декабря 2021 года продлил контракт с «Динамо» до конца сезона-2023/24.
2 июня 2022 года вернулся в Германию, возглавив клуб Бундеслиги «Герта», с которым подписал контракт до 2024 года. 16 апреля 2023 года он был уволен. Под его руководством команда провела 29 матчей, одержав 5 побед, 7 раз сыграв вничью и потерпев 17 поражений.
В декабре 2023 года Сандро Шварц возглавил «Нью-Йорк Ред Буллз», выступающий в MLS.

## Тренерская статистика
| Клуб            | Страна   | Начало работы   | Окончание работы | Результаты | Результаты | Результаты | Результаты | Результаты |
| Клуб            | Страна   | Начало работы   | Окончание работы | И          | В          | Н          | П          | % побед    |
| --------------- | -------- | --------------- | ---------------- | ---------- | ---------- | ---------- | ---------- | ---------- |
| Эшборн          | Германия | 1 июля 2011     | 30 июня 2013     | 71         | 34         | 15         | 22         | 047,89     |
| Майнц 05        | Германия | 1 июля 2017     | 10 ноября 2019   | 85         | 27         | 16         | 42         | 031,76     |
| Динамо (Москва) | Россия   | 19 октября 2020 | 29 мая 2022      | 57         | 32         | 8          | 17         | 056,14     |
| Герта           | Германия | 2 июня 2022     | 16 апреля 2023   | 28         | 5          | 7          | 16         | 017,86     |
| Итого           | Итого    | Итого           | Итого            | 241        | 98         | 46         | 97         | 040,66     |